# Награда Друштва филмских критичара на мрежи за најбољу споредну женску улогу

## Добитнице

### 1990-е
- 1997: Глорија Стјуарт

за улогу Роуз (као старица) у филму Титаник
- 1998: Џоун Ален

за улогу Бети Паркер у филму Плезентвил
- 1999: Кетрин Кинер

за улогу Максин Лунд у филму Бити Џон Малкович

### 2000-е
- 2000: Кејт Хадсон

за улогу Пени Лејн у филму Корак до славе
- 2001: Џенифер Конели

за улогу Алише Неш у филму Блистави ум
- 2002: Саманта Мортон

за улогу Агате у филму Сувишни извештај
- 2003: Шоре Агдашлу

за улогу Нади у филму Кућа од песка и магле
- 2004: Кејт Бланчет

за улогу Катрин Хепберн у филму Авијатичар
- 2005: Марија Бело

за улогу Еди Стол у филму Насилничка прошлост
- 2006: Абигејл Бреслин

за улогу Олив у филму Мала мис Саншајн
- 2007: Ејми Рајан

за улогу Хелене Макреди у филму Нестала
- 2008: Мариса Томеј

за улогу Пем/Касиди у филму Рвач
- 2009: Моник

за улогу Мери Ли Џонстон у филму Драгоцена

### 2010-е
- 2010: Хејли Стајнфелд

за улогу Мати Рос у филму Човек звани храброст
- 2011: Џесика Частејн

за улогу госпође О'Брајан у филму Дрво живота
- 2012: Ен Хатавеј

за улогу Фантине у филму Јадници